# Chèzeneuve
Chèzeneuve is een gemeente in het Franse departement Isère (regio Auvergne-Rhône-Alpes) en telt 554 inwoners (2016). De plaats maakt deel uit van het kanton L'Isle-d'Abeau welke in het arrondissement La Tour-du-Pin ligt.

## Geografie
De oppervlakte van Chèzeneuve bedraagt 6,8 km², de bevolkingsdichtheid is 81,6 inwoners per km².
De onderstaande kaart toont de ligging van Chèzeneuve met de belangrijkste infrastructuur en aangrenzende gemeenten.

## Demografie
Onderstaande figuur toont het verloop van het inwonertal (bron: INSEE-tellingen).